# Vanda (Dvořák)

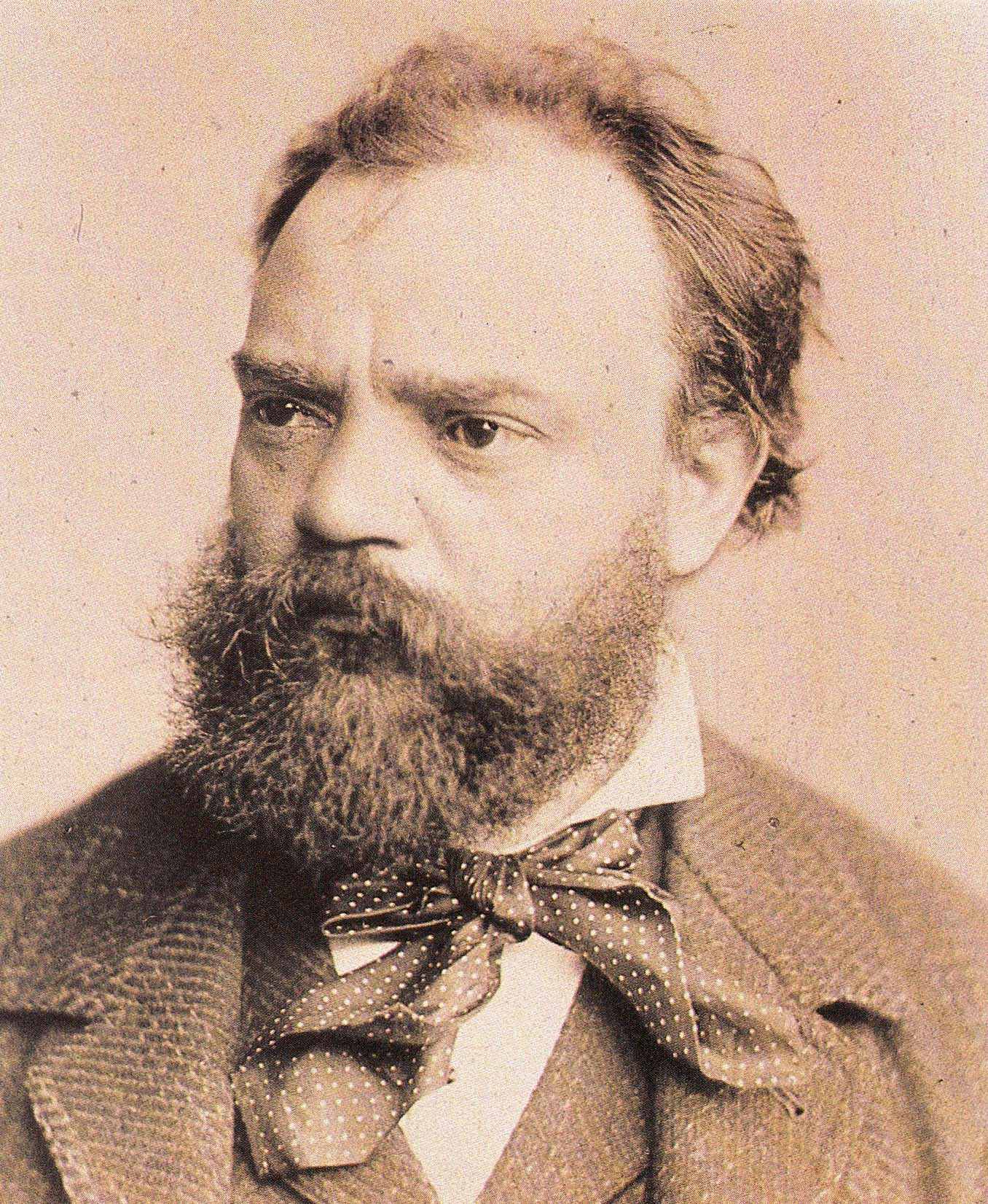
Antonín Dvořák

Vanda är en tjeckisk grand opéra i fem akter med musik av Antonín Dvořák och libretto av Václav Beneš-Šumavský och František Zákrejs efter ett polskt libretto av Julian Surzycki.

## Historia
1874 fick Dvořák ett österrikiskt statsstipendium och försökte sig på den stora operastilen med Vanda. Experimentet var dömt att misslyckas eftersom hans tekniska kunnande var bristfälligt. Idén att en professor från Warszawa, Julian Surzycki, skulle ha skrivit det ursprungliga librettot, vilket sedan översattes till tjeckiska av Václav Beneš-Šumavský och överfördes till scenbruk av František Zákrejs verkar högst orimligt då ingen lämplig Surzycki existerar, samt att hans tjeckiska medförfattare hade väldigt lite att säga om sin del i operaarbetet. Det "polska" originalet ska kanske inte ses mer än ett försök att vilseleda censuren från känsligt material om en annan slavisk nation som lyckades slå tillbaka tyska inkräktare.
Parallellerna med Bedřich Smetanas opera Libuše inskränker sig till att båda verken handlar om en kvinnlig regent. Musiken är komponerad i stor operastil, stundtals oratorielik, med dubbla körer, en balett samt en mystisk avstickare till svart magi i mötet med trollpackan Homena som rådfrågas av Roderich, Vandas tyske friare.
Operan hade premiär den 17 april 1876 på Provisoriska teatern i Prag. Det var enda gången som operan uppfördes komplett. På grund av teaterns begränsade resurser fick besvärjelsescenen i akt III utgå. Fyra år senare reviderade Dvořák operan till en version i fyra akter samt utökade ouvertyren. Denna version hade premiär den 13 februari 1880.

### Premiärens politiska konflikt
Premiären 1876 utlöste en politisk strid mellan Ungtjeckerna (en politisk rörelse som hade grundats 1874 och som strävade efter nationell självständighet) och Gammaltjeckerna (grundat 1848 och en mer konservativ rörelse). Operan kom vid en tidpunkt då Gammaltjeckerna ansåg att Ungtjeckerna hade fått för stort inflytande över dels Provisoriska teatern och dels över planerna på den nygrundade Nationalteatern. Följden blev att Gammaltjeckerna bojkottade premiären.

## Personer
- Vanda, polsk drottning (sopran)
- Božena, hennes syster (mezzosopran)
- Homena (kontraalt)
- Lumir (baryton)
- Roderik, en tysk prins (baryton)
- Slavoj, en polsk adelsman av enkel härkomst som är förälskad i Vanda (tenor)
- Velislav (tenor)
- Všerad (tenor)
- Vitomír (tenor)
- Budbäraren (tenor)
- Härolden (tenor)
- Hednisk överstepräst (bas)

## Handling
Vanda har efterträtt sin fader på den polska tronen. För att segra i den hopplösa kampen mot de tyska inkräktarna har hon lovat bort sitt liv till gudarna. Polackerna vinner och Vana kastar sig i floden Wisła till stort missnöje från sina hovmän och främst från hennes polske älskade Slavoj.